# Nyassachromis
Genre
Nyassachromis est un genre de poissons de la famille des Cichlidae.

## Liste des espèces
Selon FishBase (1 Fev. 2016) :
- Nyassachromis boadzulu (Iles, 1960)
- Nyassachromis breviceps (Regan, 1922)
- Nyassachromis leuciscus (Regan, 1922)
- Nyassachromis microcephalus (Trewavas, 1935)
- Nyassachromis nigritaeniatus (Trewavas, 1935)
- Nyassachromis prostoma (Trewavas, 1935)
- Nyassachromis purpurans (Trewavas, 1935)
- Nyassachromis serenus (Trewavas, 1935)